# عضرفوطيات
العَضْرَفُوطِيَّات أو الحُبَيْنَات أو بنات حُبين أو الحرذونيات (الاسم العلمي: Agamidae)، هي فصيلة من الزواحف تتبع رتبة الحرشفيات. تحتوي على 6 أسر وأكثر من 60 جنس وأكثر من 300 نوع.

## الأسر
- حرذونياوات (الاسم العلمي: Agaminae)
- تنانين سوطية الذيل (الاسم العلمي: Amphibolurinae)
- تنانين طائرة (الاسم العلمي: Draconinae)
- سحالي شراعية الزعانف (الاسم العلمي: Hydrosaurus)
- سحالي الفراشات (الاسم العلمي: Leiolepis)
- ضِبَاب (الاسم العلمي: Uromasticinae)